# Варлам Шенкурски
Варлам Шенкурски, познат и као Варлаам Важски, рођ. Василиј Степанович Своеземцев, († 19. јуна 1462) светитељ Руске православне цркве .

## Биографија
Рођен је у породици новгородског бојара Степана Васиљевича око 1390. године; на крштењу добио је име Василије. Био је ожењен, имао два сина, Ивана и Семјона; према другој верзији, имао је две ћерке и осам синова .
Године 1426. основао је Варлаамијев Важски манастир. Након тога је основао град Пинезхски.
1556. је напустио звање и дужност градоначелника Новгородског, и повукао се на своју очевину у Вјажском крају, Архангелска губернија, где се бавио зидањем многих храмова и просвећивањем народа хришћанском вером. На 15 врста од града Шенкурска, по нарочитом Божјем указању, подигао је манастир у име светог апостола Јована Богослова. У њему се замонашо, добивши име Варлам .
Василија је 1456. године постао први игуман манастира Светог Јована Богослова. Живео је у монаштву шест година, сахрањен је поред цркве Јована Богослова коју је саградио.
Умро је 19. јуна 1462. године. 1552. његове мошти почивају у храму његове обитељи.